# 아파치 제로니모
아파치 제로니모(Apache Geronimo)는 아파치 소프트웨어 재단에서 Java EE 표준에 따라 웹 애플리케이션 서버를 구현하는 오픈 소스 프로젝트이다.
아파치 제로니모의 활동은 현재 대체로 중단된 편이다. IBM에서 일하는 데이비드 젠크스 등 이전의 활발한 기여를 했던 제로니모 커밋 사용자들은 현재 리버티 프로파일 애플리케이션 서버의 작업을 진행 중이다.

## 구성 요소
- 아파치 톰캣
- 제티 (웹 서버)
- 아파치 액티브MQ
- 아파치 오픈EJB
- 아파치 오픈JPA
- 아파치 서비스믹스
- 아파치 액시스, 아파치 스카웃
- 아파치 CXF
- 아파치 더비
- 아파치 WADI
- MX4J

## 같이 보기
- 와일드플라이
- 글래스피시